# Razia Sultan

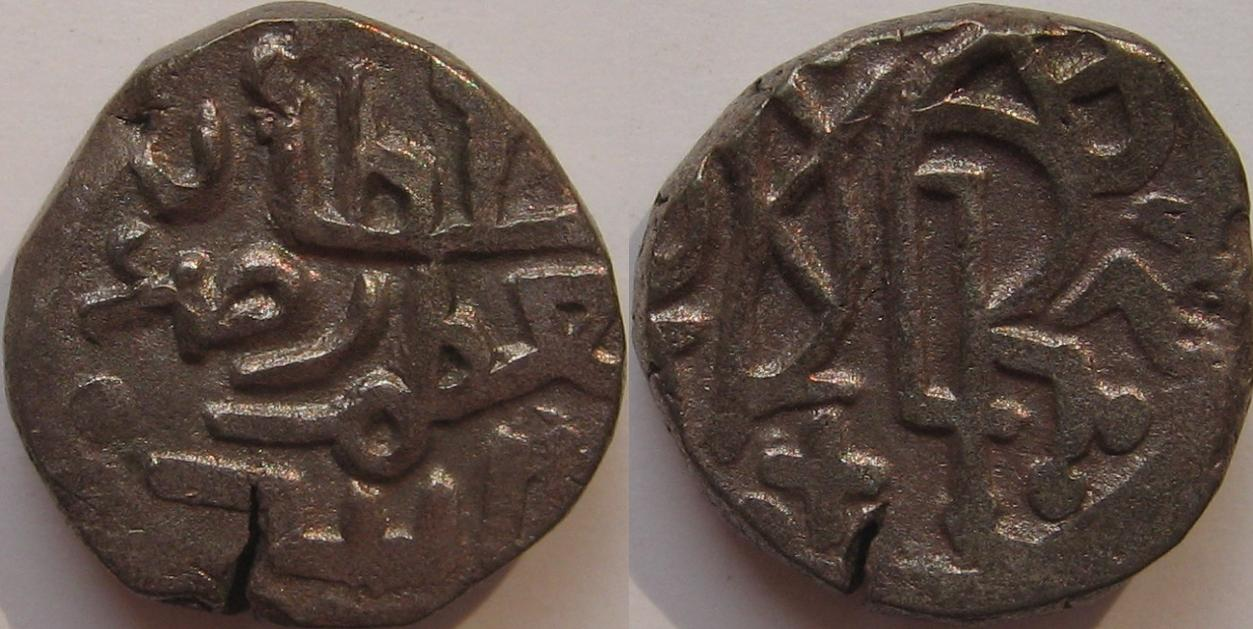
Koperen munt van Razia Sultan.

Jalalatuddin Raziya (Perzisch: جلالۃ الدین رضیہ; Delhi, ±1205 - Kaithal, 13 oktober 1240) of kortweg Razia Sultan was sultan van Delhi tussen 1236 en 1240, ten tijde van de Slavendynastie. Ze was de eerste en enige vrouwelijke islamitische heerser in het zuiden van Azië tijdens de Middeleeuwen.
De vader van Razia, sultan Shamsuddin Iltutmish, leidde zijn dochter op om legers aan te voeren en het land te besturen. Dit was op zich niet ongebruikelijk onder de Turks-Perzische elite van het sultanaat. Iltutmish benoemde zijn dochter echter ook tot zijn opvolgster. Na zijn dood op 29 april 1236 besloot de raad van ministers de wens van de sultan te negeren. In plaats van Razia werd haar broer Ruknuddin Firuz op de troon gezet. Ruknuddin liet de regering over aan zijn moeder, de weduwe van Iltutmish. Zelf gaf hij zich over aan feesten en orgieën, tot afschuw van de elite. Op 9 november 1236, na een half jaar aan de macht te zijn geweest, werden Ruknuddin en zijn moeder vermoord. Daarop werd Razia alsnog tot sultan gekroond.
Hoewel Razia een bekwaam bestuurder bleek, werd haar favoritisme voor een van afkomst Afrikaanse slaaf (Siddi), die mogelijk haar minnaar was, haar niet in dank afgenomen. Onder leiding van Malik Altunia, de gouverneur van Bhatinda, kwam de adel in opstand. Na een veldslag werd Razia gevangengenomen en haar mogelijke minnaar vermoord. Razia stemde in met een huwelijk met Altunia, onder voorwaarde dat ze sultan bleef. Inmiddels was echter ook haar broer Muizuddin Bahram Shah, in opstand gekomen. Deze versloeg in oktober 1240 een gecombineerd leger van Razia en Altunia. De sultan en haar kersverse echtgenoot vluchtten van Delhi naar Kaithal, waar ze in handen van gewapende groepen Jats vielen die ze beroofden en vermoordden.